# ヘルシンキ大学駅
ヘルシンキ大学駅 (ヘルシンキだいがくえき、フィンランド語: Helsingin yliopiston metroasema、スウェーデン語: Helsingfors universitets metrostation) は、ヘルシンキの地下鉄駅。開業年月日1995年3月1日。

## 概要
VRのヘルシンキ中央駅との乗換駅である、ラウタティエントリ駅の東隣の駅である。

## 駅構造
コンコースは地下1階、ホームは地下2階である。コンコースとホームの間はエスカレーターと斜行エレベーターで行き来できる。なお、これらはホーム西端にある。

### のりば
| （北側） | ■ | ルオホラハティ方面           |
| （南側） | ■ | メッルンマキ・ヴオサーリ方面 |

※進行方向は右側通行である。

## 駅周辺
- アテネウム美術館
- カイサニエミ公園
- ヘルシンキ大聖堂
- セナテ広場
- クルーヴィ商店街
- カンプ・ガレリア商店街

## 歴史
- 1995年3月1日 - 「カイサニエミ駅」として開業。
- 2015年1月1日 - 「ヘルシンキ大学駅」に改称。

## 隣の駅
ヘルシンキ地下鉄
ラウタティエントリ駅 - ヘルシンキ大学駅 - ハカニエミ駅